# آدم‌فروش (رمان)
فک کردی سینا با تو شوخی داره؟
آدم‌فروش (به انگلیسی: The Sellout) یک رمان نوشته پل بیتی است که در سال ۲۰۱۵ منتشر شد.
رمان آدم‌فروش در اکتبر سال ۲۰۱۶ جایزه ادبی من بوکر را دریافت کرد و همچنین نویسنده آن، پل بیتی، اولین آمریکایی است که این جایزه را دریافت کرده‌است.

## موضوع
قهرمان داستان آدم‌ فروش (The Sellout) نشئه و خسته روی صندلی دیوان عالی عدالت آمریکا در واشنگتن به خود می‌آید. در عالم نشئگی در خاطراتی که از ابتدای کودکی در یکی از بدنام ترین محلات سیاه پوست نشین لس آنجلس، دیکنز، تا همین چند روز پیش برایش رخ داده اند غرق می شود.
پل بیتی (Paul Beatty) را باید به خاطر خلق چنین شخصیت پیچیده ای ای ستود. خاطرات او مملو از طنزی گزنده و واقعیت های های ناگفته جامعه سیاه پوستان آمریکا است. آن‌چه "آدم فروش" را از سایر کتاب های این ژانر مستثنا می‌سازد، اعتراف به یک واقعیت کم‌ تر گفته‌ شده است؛ اینکه حتی سیاه پوست های آمریکایی برای اینکه جایی در جامعه تبعیض زده آمریکا پیدا کنند از پل زدن روی رفقای خود و قربانی کردن آن ها به کام سفید پوست ها ابایی ندارند.

## معرفی
کتاب آدم فروش، رمانی درباره جامعه سیاه پوستان آمریکا و اثر نویسنده آمریکایی، پل بیتی است. این کتاب در سال ۲۰۱۶ توانست برنده جایزه ادبی من‌بوکر ۲۰۱۶ و جایزه ملی کتاب از نگاه انجمن منتقدان شود.
کمدی و طنزی که بیتی برای روایت داستانش درباره مسئله ی هویت نژادی و بی‌عدالتی ها ابداع کرده است، نظر تمامی داورهای این جایزه را به خود جلب کرده و از بین شش کتاب راه یافته به لیست نهایی این رقابت؛ آدم فروش را برگزیده اعلام کردند. این چهارمین رمان بیتی است و انگیزه اصلی خود برای نوشتن آن را ورشکستگی اش مطرح کرده است.

## خلاصه
به سیاه ترین طنز داستانی قرن بیست و یکم خوش آمدید.
شخصیت اصلی کتاب که نام کوچکش در کتاب عنوان نمی‌شود و فقط با نام مستعار "بن بن" خوانده می‌شود، یک آمریکایی آفریقایی تبار است. داستان با گفت و گویی از مقدمه کتاب مرد نامرئی رالف الیسون آغاز می‌شود؛ من یک مرد نامریی هستم ..، این آغاز سخنانی است که قهرمان داستان در دادگاه برای دفاع از خودش مطرح می‌کند. جرم او آن طور که خودش توضیح می‌دهد این است که واژه نژادپرستی را در جایی که در دوران پس از نژادپرستی به سر می‌برد زمزمه کرده است‌.
این شخصیت در حومه لس آنجلس زندگی می‌کند و در واقع سیاه‌پوستی را به بردگی گرفته است و سیستم حمل و نقل عمومی و مدارس سفیدپوستان را از سیاه‌پوستان در شهر خود مجزا کرده است. بیان کردن این مسائل در آمریکایی که دیگر دوران برده‌داری و نژادپرستی را پشت سر گذاشته است در نوع خود جالب است. اما بیتی معتقد است این تاریخ و هویت آمریکا است. قهرمان داستان می‌گوید: این مشکل با تاریخ وجود دارد، ما دوست داریم فکر کنیم تاریخ مثل کتابی است که آن را ورق می‌زنی و از آن می‌گذری ولی در واقع تاریخ کاغذ نیست، خاطره است و خاطره زمان است، احساسات است، آهنگ است. تاریخ چیزی است که با ما می‌ماند.

## بخشی از کتاب
اولین یکشنبه ی بعد از نصب آن تابلوی کنار جاده ای می‌خواستم که برنامه ام برای احیای شهر دیکنز را رسماً اعلام کنم و برای این کار هیچ جایی بهتر از جلسه بعدی انجمن روشنفکران دام‌دام‌دونات، نزدیک ترین نهاد مشابه ما به یک دولت منتخب، نبود‌.

## نقد کتاب
نیویورک تایمز درباره این اثر نوسته‌ است:
چشم انداز های طنز گونه این کتاب بی‌نظیرند، اما آن‌چه این کتاب را بی‌نظیر تر می‌سازد کنار هم چیدن واژه به واژه این کتاب برای هدایت افکار و احساس شما به نقطه ای است که نویسنده می‌خواهد.

## ترجمه به فارسی
- عنوان: آدم‌فروش/ پل بیتی؛ ترجمه سید سعید کلاتی. (تهران: ستاک، ۱۳۹۶) شابک:۹۷۸۶۰۰۹۷۳۸۱۱۳[۴]ترجمه این اثر در سال ۱۳۹۷ نامزد جایزه کتاب سال جمهوری اسلامی ایران در بخش ادبیات زبان دیگر شد.